# Джонсон, Кишон (игрок в американский футбол, 1996)
Кишон Джонсон (англ. KeeSean Johnson, 9 октября 1996, Маунтин-Вью) — футболист, выступающий на позиции уайд ресивера в клубе НФЛ «Аризона Кардиналс».

## Биография
Кишон Джонсон родился 9 октября 1996 года в Маунтин-Вью в Калифорнии. Младший из двух сыновей в семье. Он окончил старшую школу в Пало-Алто, во время учёбы играл в её футбольной и баскетбольной командах. В 2014 году Джонсон поступил в университет штата Калифорния во Фресно.

### Любительская карьера
Первый год студенческой карьеры Джонсон провёл в статусе освобождённого игрока. В NCAA он дебютировал в сезоне 2015 года, сыграл в двенадцати матчах команды, набрал 364 ярда и сделал два тачдауна. Также двенадцать игр он провёл в 2016 году, став лучшим в составе «Фресно Стейт Булдогс» по числу приёмов, набранных ярдов и тачдаунов. С 773 ярдами на приёме Джонсон стал седьмым принимающим конференции Маунтин-Вест.
В 2017 году он сыграл в четырнадцати матчах, второй год подряд стал лидером команды по основным статистическим показателям и впервые в карьере набрал более тысячи ярдов на приёме. Джонсон также побил рекорд университета, совершая как минимум один приём мяча в 36 матчах подряд. Также успешно он провёл сезон 2018 года. Набрав 1 340 ярдов, он вошёл в десятку лучших принимающих турнира в поддивизионе FBS I дивизиона NCAA. Рекордная серия Джонсона на момент завершения им карьеры в колледже составила 50 игр.

#### Статистика выступлений в NCAA
| Сезон | Команда              | Игры | Приём | Приём | Приём | Приём | Вынос | Вынос | Вынос | Вынос |
| Сезон | Команда              | Игры | Rec   | Yds   | Y/A   | TD    | Att   | Yds   | Y/A   | TD    |
| ----- | -------------------- | ---- | ----- | ----- | ----- | ----- | ----- | ----- | ----- | ----- |
| 2014  | Фресно Стейт Булдогс | 0    | 0     | 0     | 0,0   | 0     | 0     | 0     | 0,0   | 0     |
| 2015  | Фресно Стейт Булдогс | 12   | 37    | 337   | 9,1   | 2     | 0     | 0     | 0,0   | 0     |
| 2016  | Фресно Стейт Булдогс | 12   | 66    | 773   | 11,7  | 6     | 3     | 13    | 4,3   | 0     |
| 2017  | Фресно Стейт Булдогс | 14   | 77    | 1 013 | 13,2  | 8     | 1     | 0     | 0,0   | 0     |
| 2018  | Фресно Стейт Булдогс | 14   | 95    | 1 340 | 14,1  | 8     | 4     | 14    | 3,5   | 0     |
| Всего | Всего                | 52   | 276   | 3 463 | 12,6  | 24    | 8     | 27    | 3,4   | 0     |

### Профессиональная карьера
Сильными сторонами Джонсона перед драфтом называли качественную работу на маршрутах, которая позволяла компенсировать средний атлетизм, а также надёжность при ловле мяча. В качестве главного недостатка указывалась нехватка стартовой скорости. Отмечалось, что его набор навыков может найти применение в нападениях, использующих скрин-комбинации или вариации камбэк-маршрутов.
В шестом раунде под общим 174 номером Джонсон был выбран «Аризоной». Он стал первым с 2015 года представителем своего университета, задрафтованным каким-либо клубом НФЛ. Кишон хорошо провёл предсезонную подготовку, но в регулярном чемпионате активно задействовался в первой его части. Он сыграл в десяти матчах, но пропустил последние пять игр «Аризоны» в сезоне. За проведённое на поле время Джонсон отметился 21 приёмом на 187 ярдов.

#### Статистика выступлений в НФЛ

##### Регулярный чемпионат
| Сезон | Команда           | Игры | Приём | Приём | Приём | Приём | Вынос | Вынос | Вынос | Вынос |
| Сезон | Команда           | Игры | Rec   | Yds   | Y/A   | TD    | Att   | Yds   | Y/A   | TD    |
| ----- | ----------------- | ---- | ----- | ----- | ----- | ----- | ----- | ----- | ----- | ----- |
| 2019  | Аризона Кардиналс | 10   | 21    | 187   | 8,9   | 1     | 1     | 3     | 3,0   | 0     |
| Всего | Всего             | 10   | 21    | 187   | 8,9   | 1     | 1     | 3     | 3,0   | 0     |